# Línguas edês
As línguas edês são um contínuo dialetal do Benim e Togo relacionado a língua iorubá melhor representadas pelo ifé. Pertencem ao subgrupo das ioruboide, subgrupo defoide, subfamília Volta-níger e família atlântico-congolesa das línguas nigero-congolesas. É ainda subdividida nos dialetos cadê, icá, idacá, ijê, nagô meridional e nagô cura.